# Балрампур (округ, Уттар-Прадеш)
Балрампур (хинди बलरामपुर जिला, англ. Balrampur) — округ в индийском штате Уттар-Прадеш. Административный центр — город Балрампур. Площадь округа — 2925 км².
По данным переписи 2011 года население округа составляет 2 149 066 человек. Плотность населения — 642 чел./км². Прирост населения за период с 2001 по 2011 годы составил 27,74 %. На 1000 мужчин приходится 922 женщины. Уровень грамотности населения — 51,76 %.
По данным прошлой переписи 2001 года население округа насчитывало 1 682 350 человек. Уровень грамотности взрослого населения составлял 34,60 %, что было значительно ниже среднеиндийского уровня (59,5 %).